# Stylogyne tenuifolia
Stylogyne tenuifolia är en viveväxtart som beskrevs av Nathaniel Lord Britton. Stylogyne tenuifolia ingår i släktet Stylogyne och familjen viveväxter. Inga underarter finns listade i Catalogue of Life.